# Marcin Marciniszyn
Marcin Marciniszyn, född den 7 september 1982 i Bystrzyca Kłodzka, är en polsk friidrottare som tävlar i kortdistanslöpning. 
Marciniszyn deltog vid VM inomhus 2006 där han blev utslagen i semifinalen på 400 meter. Vid samma mästerskap blev han tillsammans med Daniel Dąbrowski, Rafał Wieruszewski och Piotr Klimczak silvermedaljörer på 4 x 400 meter efter USA.
Utomhus deltog han även vid EM i Göteborg där han åter blev utslagen i semifinalen på 400 meter. Under 2007 var han med i stafettlaget på 4 x 400 meter då han med Klimczak, Łukasz Pryga och Piotr Kędzia blev bronsmedaljör vid inomhus-EM i Birmingham. Utomhus deltog han även vid VM i Osaka där han blev utslagen redan i semifinalen. Emellertid blev det åter en bronsmedalj i stafett tillsammans med Dąbrowski, Kacper Kozłowski och Marek Plawgo slagna av USA och Bahamas.